# Política Nacional de Lenguas Originarias, Tradición Oral e Interculturalidad
La Política Nacional de Lenguas Originarias, Tradición Oral e Interculturalidad (PNLOTI) es una política pública diseñada y creada por Decreto Supremo N°005-2017- MC por el estado peruano y su ente rector es el Ministerio de Cultura (MINCUL) de este país. A través de ella se reconoce que las lenguas indígenas u originarias son parte esencial de la identidad cultural y social de los pueblos indígenas u originarios del Perú y, por consiguiente de su identidad nacional. Además esta política regula el uso, preservación, desarrollo, recuperación, fomento y difusión de sus lenguas originarias.

## Definición
De acuerdo a la política se entiende por lenguas originarias a todas aquellas que son anteriores a la difusión del idioma castellano o español, y que se preservan o emplean en el ámbito del territorio peruano. Según el Ministerio de Educación (MINEDU), en el Perú hay 47 lenguas originarias que son habladas por más de cuatro millones de personas, y es uno de los países con mayor diversidad cultural y lingüística de Sudamérica con 55 pueblos originarios o indígenas.
Elena Burga, directora de Educación Básica Alternativa, Intercultural Bilingüe y de Servicios Educativos en el Ámbito Rural del Ministerio de Educación (Minedu), sostiene:

Al mantenerse viva una lengua se mantiene viva una cultura, un pensamiento distinto, una versión propia del mundo y una nueva forma de contribuir al conocimiento humano.
Elena Burga Cabrera

### Base normativa
El Perú como miembro de ONU y la UNESCO ha suscrito y ratificado  diversos tratados internacionales, y con ello en el plano internacional ha respaldado convenios internacionales. 
Desde el punto de vista legal, la lengua es considerada como un derecho. La Constitución Política del Perú y la Ley N° 29735, Ley que regula el uso, preservación, desarrollo, recuperación, fomento y difusión de las lenguas originarias del Perú, también llamada Ley de lenguas, garantiza el ejercicio de los derechos lingüísticos de manera individual y colectiva, así como el derecho de todas las personas a usar su lengua en todos los ámbitos.